# Juan Manuel Trujillo
Juan Manuel Trujillo Torres (Santa Cruz de Tenerife, 1907 − Las Palmas de Gran Canaria, 1976) fue un ensayista, editor e impresor canario, impulsor excepcional de la cultura canaria entre la etapa de las vanguardias históricas y el periodo de posguerra.  

## Biografía
Realizó estudios primarios en el colegio de San Juan Bautista de la Salle, en su ciudad natal. Después de terminar el Bachillerato se matricula en Derecho en la Universidad de La Laguna, donde obtendrá la licenciatura en 1928.
Los primeros trabajos de Juan Manuel Trujillo aparecen firmados con el seudónimo Azagal. Se trata de algunos poemas y artículos de opinión escritos antes de los veinte años. Junto con otros escritores como Agustín Espinosa y Ernesto Pestana funda la revista La Rosa de los Vientos, primera revista de vanguardia en Canarias, de la que sería su primer director. También colabora en el periódico El País, dirigido por el intelectual Pedro Perdomo Acedo. En 1929, en colaboración con otros colegas,  funda la página literaria Nueva Literatura, que saldrá semanalmente en el periódico La Tarde durante ese año.
En 1931 marcha a Madrid para preparar unas oposiciones y se establece allí durante todo el periodo de la República. Allí entra en contacto con la intelectualidad madrileña, especialmente a través de la tertulias del Café Pombo, donde establece amistad con Ramón Gómez de la Serna. Durante el periodo republicano ocupa diversos cargos, gracias en principio a un paisano suyo, José Franchy y Roca, que había sido nombrado Ministro de Industria, y de quien Juan Manuel Trujillo llegó a ser secretario personal. En 1934 es nombrado delegado del Ministerio de Trabajo en Sevilla, y en 1935 funcionario del Ministerio de Industria en Madrid.
En esos años continúa colaborando en La Tarde y también escribe en la madrileña Gaceta Literaria de Giménez Caballero. Publica una serie de textos selectos de los Clásicos Canarios. El 25 de febrero de 1935 contrae matrimonio con Lola de la Torre, eminente musicóloga canaria, con quien formará un singular binomio de actividades intelectuales humanísticas.
Durante la guerra civil española se mantiene como funcionario del Ministerio de Industria y después del Ministerio de la Guerra. En los momentos más críticos de la contienda se traslada con el Gobierno de la República a Valencia y de ahí pasa a Barcelona, desde finales de 1937 hasta finalizada la guerra. En 1939 regresa con su familia a Tenerife. Trabaja discretamente como profesor de Literatura en un colegio privado de San Cristóbal de La Laguna.
En 1941 se desplaza a Las Palmas de Gran Canaria, donde mantiene estrecha relación con la intelectualidad isleña, especialmente con Pedro Perdomo Acedo, Simón Benítez Padilla y Ventura Doreste. Entre 1944 y 1947 se involucra en dos proyectos de gran significado para la cultura canaria del momento. Primero crea, en colaboración con Ventura Doreste, la Colección para treinta bibliófilos, en la que aparecerá  una veintena de títulos, entre ellos obras de Pedro Perdomo Acedo, Chona Madera y Agustín Millares Sall. En esos años crea también la Colección de Ensayistas, con el mismo formato que la anterior y dirigida por Ventura Doreste. En 1946 lanza los Cuadernos de poesía y crítica, en colaboración con Agustín Millares Sall y Ventura Doreste.
En 1947, como muchos canarios, emigra a América, concretamente a Cuba. Retornará a España en 1951 por problemas de salud. Después de pasar una temporada en Bilbao se instala de nuevo en Madrid. Trabaja en el Instituto Nacional del Libro entre 1953 y 1955.
En 1955 vuelve a Las Palmas de Gran Canaria. Entra a trabajar en los servicios de la Mutualidad Laboral, hasta que se jubila en 1973. Fallece en Las Palmas el 4 de mayo de 1976.

## Obra ensayística
Además de la labor puramente editorial, Juan Manuel Trujillo destacó especialmente como crítico y ensayista. Su pluma ha dejado testimonios escritos fundamentales, por su calado, para la cultura canaria. Además de escritos sobre arte, historia, bibliofilia, costumbres, estética y sociedad, este autor canario emprendió una notable labor como teórico de la literatura canaria, hasta el punto de dar a la luz algunos textos, de carácter inaugural, que hoy se pueden considerar como precursores de una moderna teoría de la literatura canaria. 
En la línea de otros autores vanguardistas del momento, como Agustín Espinosa y Pedro García Cabrera, Juan Manuel Trujillo se propuso establecer las bases para una auténtica literatura nacional canaria en tres frentes: el estudio de la tradición anterior, la divulgación de obras literarias canarias y la definición de una literatura autónoma dentro del amplio y riquísimo panorama de las literaturas hispánicas. En este sentido resultan fundamentales títulos como Siete islas en busca de autor,  El lenguaje poético de nuestro islario, Canarias y sus muertos, ¿Existe una tradición?, etc. En este último artículo, el autor se expresa en los siguientes términos:

Existe una tradición en Canarias? Para el que estas líneas escribe no hay duda, porque él encuentra a Viana en Josefina de la Torre, por ejemplo, y recíprocamente: a Josefina de la Torre en Antonio de Viana. Pero también ha de decir el que estas cuartillas escribe, que él no tiene sino la fe, solamente la fe; no la ciencia. Creo que es urgente ponernos enseguida a eso; a tener la ciencia, la conciencia de la tradición de las islas Canarias.

## Algunos artículos sobre literatura, arte y cultura de Canarias
- Poetisas canarias. Josefina de la Torre, 1928.
- Unidad regional, 1932.
- Las dos Canarias, 1933.
- Fisonomía de Canarias, 1933.
- Siete islas en busca de autor, 1934.
- Existe una tradición, 1934.
- El lenguaje poético de nuestro islario, 1934.
- Gaceta de arte, 1935.
- Bartolomé Cairasco de Figueroa (1538−1610), 1935.
- Exposición de pinturas de Juan Ismael, 1935.
- El Viera de Agustín Espinosa, 1936.